# Ualabi de Calaby
El ualabi de Calaby (Thylogale calabyi) és una espècie de marsupial de la família dels macropòdids. Viu a Indonèsia i Papua Nova Guinea. El seu hàbitat natural són els boscos secs tropicals o subtropicals, sabanes seques, matollars secs tropicals o subtropicals i herbassars secs de plana tropicals o subtropicals. Està amenaçat per la pèrdua d'hàbitat. Fou anomenat en honor del biòleg australià John Henry Calaby.